# I sing of a maiden that is makeless
I sing of a maiden that is makeless is een compositie van Arnold Bax uit 1926.
Bax schreef maar weinig werken voor koor. Binnen die categorie zijn de werken voor a cappellakoor dan nog op één hand te tellen. Een van de werken is een toonzetting van het 15e-eeuwse I syng of a mayden. Bax paste zijn muziek aan aan de tijdgeest van toen, met nagebootste polyfonie, maar wel met chromatiek. Het werk is opgedragen aan John Blackwood McEwen, een collegacomponist. Een andere collega Peter Warlock was verrukt over het werk.
Ook Lennox Berkeley, Patrick Hadley en William Henry Bell schreven een toonzetting bij deze tekst.
De vijf stemmen zijn als volgt verdeeld: S, A, A, T, B
In 2017 zijn er zes opnamen beschikbaar:
- platenlabel Signum: Tenebrae onder leiding van Nigel Short
- platenlabel Chandos: The Finzi Singers onder leiding van Paul Spicer (opname 1991)
- platenlabel Hyperion: Westminster Abbey Choir onder leiding van James O’Donnell
- platenlabel Herald: The Rodolfos Choir onder leiding van Ralph Allwood
- platenlabel EMI: Choir of King’s College Cambridge onder leiding van David Willcocks
- platenlabel BBC: BBC Northern Singers onder leiding van Stephen Wilkinson